# 阮玉莊嫻
霑德公主阮玉莊嫻（越南语：／；1825年11月22日—1892年4月17日），越南阮朝明命帝第二十三女，生母貴人阮氏幸。

## 生平
明命六年十月十三日（1825年10月1日），阮玉莊嫻在順化皇城出生。嗣德三年（1850年），公主26歲，下嫁尚書鄧德超之孫、四品銜鄧德贍之子鄧德潤。嗣德二十二年（1869年），嗣德帝封莊嫻為霑德公主。成泰四年三月二十一日（1892年4月17日），公主去世，享年六十八歲，諡號不詳，葬於承天府香水縣居正總月瓢社（今屬承天順化省香水市社）。
霑德公主育有五子三女。